# Cinema Jenin – Die Geschichte eines Traums
Cinema Jenin – Die Geschichte eines Traums ist ein  deutsch-palästinensisch-israelischer Dokumentarfilm des Regisseurs Marcus Vetter aus dem Jahr 2012.

## Inhalt
Der Film dokumentiert das Entstehen des Cinema Jenin in der palästinensisches  Stadt Dschenin im nördlichen Westjordanland. Unter anderem ist der Einsatz von Pink-Floyd-Sänger Roger Waters Teil des Films.

## Kritik
„Fazit: ‚Cinema Jenin‘ ist ein ehrlicher und authentischer Dokumentarfilm, mit dem Marcus Vetter ein
differenziertes Bild Palästinas jenseits der Nachrichtenberichterstattung zeichnet und ein tieferes Verständnis für die
Sorgen der Bevölkerung ermöglicht, gerade indem er die Schattenseiten nicht verschweigt.“

„Poetisch inszeniert Vetter zunächst die Ruine des Kinos; Tauben, die fast metaphorisch als Friedenssymbol im
Dachgiebel thronen. Im Weiteren bleibt er dann aber unpathetisch und gelassen in der filmischen Darstellung.
Dokumentiert sachlich, manchmal mit einem Augenzwinkern den zweijährigen Kampf um das Kino – bis zu dessen
Wiedereröffnung im August 2010.“

## Auszeichnungen
- Bernhard Wicki Filmpreis – Die Brücke – Der Friedenspreis des deutschen Films 2011 – Spezialpreis[4]
- Deutscher Kamerapreis 2012 – Schnitt[5]
- Filmfest München 2011 –  Sonderpreis[6]
- Deutsche Film- und Medienbewertung (FBW) – Prädikat besonders wertvoll[7]

- Nominiert für den Deutschen Filmpreis 2013[8]